# Coryne crassa
Coryne crassa is een hydroïdpoliep uit de familie Corynidae. De poliep komt uit het geslacht Coryne. Coryne crassa werd in 1914 voor het eerst wetenschappelijk beschreven door Fraser. 